# Baba Wanga
Wangelia Pandewa Guschterowa (bulgarisch Вангелия Пандева Гущерова; * 31. Januar 1911 in Ostromdscha, Osmanisches Reich als Wangelia Pandewa Dimitrowa; † 11. August 1996 in Sofia, Bulgarien), bekannt als Baba Wanga (bulgarisch Баба Ванга für Großmutter/Alte Wanga), war die berühmteste Seherin Bulgariens der jüngeren Vergangenheit und wurde im Volksglauben als „lebende Heilige“ verehrt. Außerdem war die sogenannte „Seherin von Petritsch“ (petričkata gledarica) vor allem in Jugoslawien und in der Sowjetunion bekannt. Die Bulgarisch-orthodoxe und Russisch-Orthodoxe Kirche lehnen das Wirken Wangas strikt ab. Sie habe unter anderem den Glauben an die Wiedergeburt gelehrt, Geister von Verstorbenen gerufen und Formen der Hexerei praktiziert, die unvereinbar mit dem christlichen Glauben seien.

## Leben und Wirken

### Kindheit und Jugend bis 1940
Wanga wurde im heutigen Nordmazedonien geboren. Nach Angabe ihrer Nichte, der Orientalistin Krasimira Stojanowa, waren Wangas Eltern arme Bauern, deren ethnische Herkunft schwierig zu bestimmen ist. Der Vater Pande Surtschew engagierte sich in der probulgarischen Inneren Mazedonischen Revolutionären Organisation gegen die serbische Herrschaft in Makedonien. Die Mutter starb früh.
Als Wanga zwölf Jahre alt war, zogen die verarmten Dimitrows von Strumica in das nahe gelegene Heimatdorf des Vaters Novo Selo, und lebten im größeren Familienverband. Dort wurde sie mit 13 Jahren in einem Wirbelsturm schwer verletzt. Trotz medizinischer Behandlung verlor sie zunehmend ihr Augenlicht bis zu ihrer völligen Erblindung im Alter von 16 Jahren. Dieses Ereignis wird gemeinhin als Auslöser ihrer visionären Erfahrungen angesehen.
Während eines zweijährigen Sanatoriumsaufenthalts in Zemun bei Belgrad erlernte sie die für Haushaltsführung nötigen Fähigkeiten wieder. Seit ihrem 18. Lebensjahr führte Wanga das familiäre Hauswesen und zog ihre Geschwister auf, da die Stiefmutter kurz zuvor gestorben war. Als 1940 auch der Vater starb, befand sich die Familie am unteren Ende der sozialen Leiter. Nach Aussagen von Verwandten gab sie seit dieser Zeit an, dass sie mit Heiligen kommuniziere.

### Beginn ihrer „Visionen“
Bei ihrer ersten öffentlich gemachten Prophezeiung Anfang April 1941 offenbarte ihr angeblich ein „strahlender Reiter“ in mehreren Visionen, dass bald „schreckliche Dinge“ geschehen würden. Am 6. April begann der Feldzug der deutschen Wehrmacht gegen Jugoslawien, zu dem dieser Teil Makedoniens damals gehörte. Es wird berichtet, dass Wanga sich in der darauf folgenden Zeit stark verändert und begonnen habe, Nachbarn und Verwandten von deren abwesenden Angehörigen im Krieg zu berichten.
Das Gerücht über Wangas angebliche Hellsichtigkeit verbreitete sich, und so wurde sie während des Krieges von Soldaten der bulgarischen Besatzungsmacht und lokalen Kleinbauern als Seherin und Heilerin konsultiert. Einer von ihnen war Dimitar Guschterow, den sie 1942 heiratete. Wanga zog mit ihm in seine rund 50 Kilometer weiter östlich gelegene bulgarische Heimatstadt Petritsch. Als sogenannte „Seherin von Petritsch“ erlangte sie rasch Ansehen, sodass sie 1943 auch der bulgarische König Boris III. aufsuchte, dessen vorzeitigen Tod sie angeblich vorhersagte.

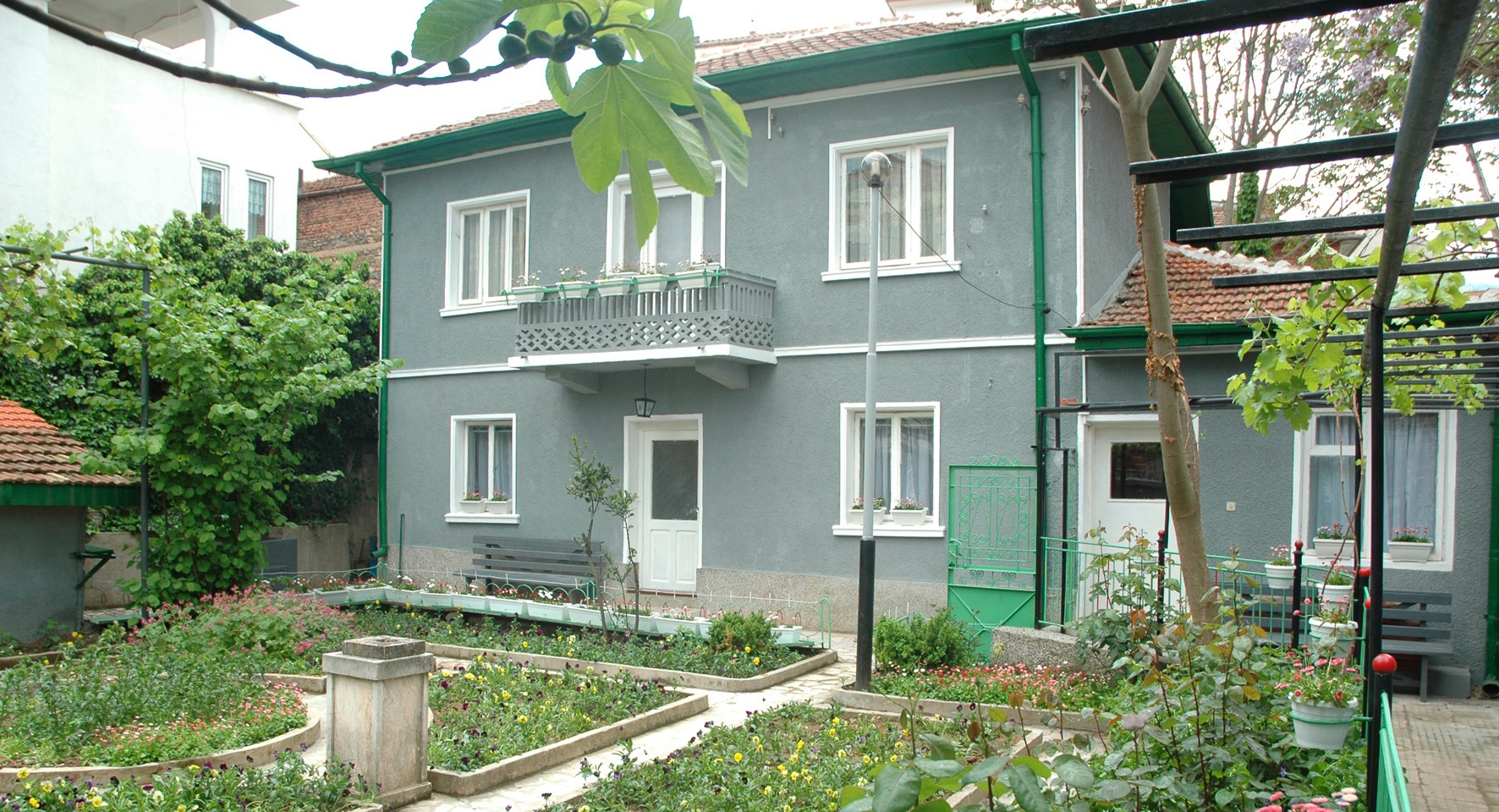
Wangas Wohnhaus in Petritsch

### Repression ab Ende der 1940er Jahre
Ab Ende der 1940er Jahre musste Wanga sich den neuen sozialen Regeln des kommunistischen Regimes anpassen, das nach Modernisierung und nationaler Homogenität strebte. Die lokalen Parteistrukturen versuchten ihre Tätigkeit zu unterbinden; sie wurde von der Polizei überwacht. Um 1950 war Baba Wanga angeblich die beliebteste Person der Region und so bekannt, dass sie Leute aus ganz Bulgarien anzog. Nach dem Tod ihres Mannes 1962 ließ parallel zum familiären Druck auch die polizeiliche Kontrolle nach.

### Rehabilitierung und wissenschaftliche Untersuchungen

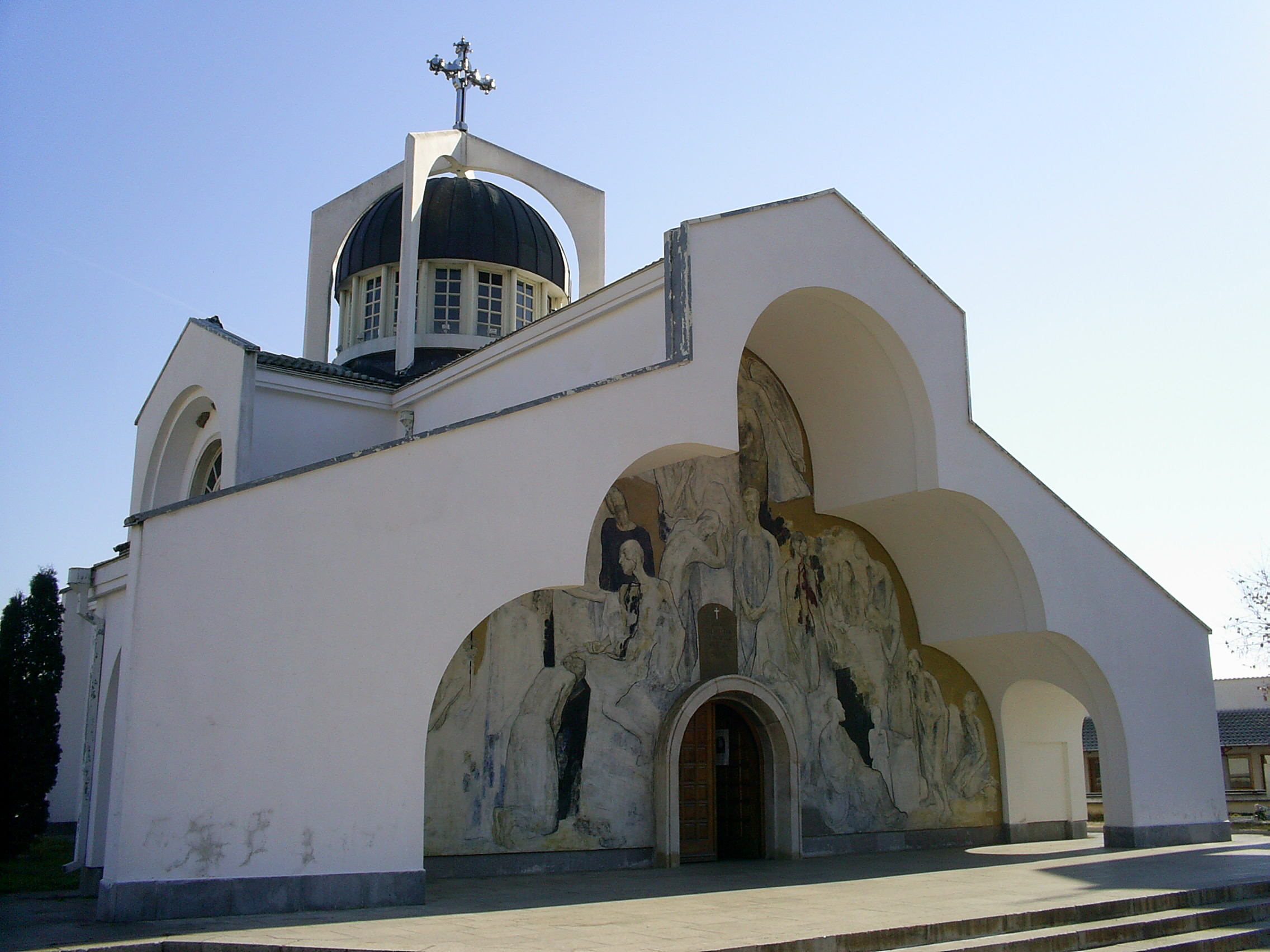
Die Kirche Sweta Petka Balgarska in Rupite

Während der 1960er Jahre änderten sich die Bedingungen für Wangas Aktivitäten grundlegend. Zunehmend interessierten sich in Bulgarien gebildete Personen und die neue sozialistische Intelligenzija für sie.
Wanga war ab 1967 Staatsangestellte am Institut für Suggestopädie, das an der bulgarischen Akademie der Wissenschaften eingerichtet worden war. Um die Fähigkeiten von Baba Wanga zu untersuchen, wurde 15 Kilometer entfernt von Petritsch, abgeschieden im Gebiet Rupite, ein Gebäude errichtet, in dem sie die Ratsuchenden empfing. Untersuchungen von Wangas prophetischen Vorhersagen – vor allem beim Auffinden vermisster Angehöriger – ergaben angeblich eine „Trefferquote“ von 80 Prozent, während andere Hellseher nur 20 Prozent erreichen würden.
Das staatliche Management kümmerte sich um den geregelten Ablauf und zog von den, wie Angehörige behaupten, bis zu 100 täglichen Besuchern die Gebühren ein. In den 1980er Jahren war es fast unmöglich, ohne Beziehungen zu Baba Wanga zu gelangen. Die offizielle Wartezeit betrug ungefähr ein Jahr. Während der letzten Jahre des Kommunismus gehörte es vor allem für die Parteielite, die Intelligenzija und Persönlichkeiten aus der Hauptstadt zum guten Ton, sich mit Baba Wanga in der Öffentlichkeit zu zeigen.
Ein Jahr nach dem politischen Wandel gab Baba Wanga ihren Beschluss bekannt, in Rupite eine Kirche bauen zu lassen, die 1994 unter dem Namen Sweta Petka Balgarska (Heilige Petka Bulgarska) geweiht wurde. Wanga starb am 11. August 1996 in Sofia und wurde bei „ihrer Kirche“ begraben. In ihrem Wohnhaus in Petritsch ist auf Wangas Wunsch seit dem 5. Mai 2008 ein Museum zu ihrem Andenken eingerichtet.